# Johann Conrad Sichelbein
Johann Conrad Sichelbein (auch Hans Conrad Sichelbein genannt; * 1581 in Memmingen; † 1669 ebenda) war ein deutscher Maler. Er gehörte zur Malerfamilie Sichelbein, die über mehrere Generationen bedeutende Maler hervorbrachte.
Er war Sohn des Malers Caspar Sichelbein, der sich im Jahr 1581 in Memmingen niederließ. Johann Conrad wurde am 15. November 1581 in der Pfarrkirche Unser Frauen in Memmingen getauft. Seine Ausbildung zum Maler erfolgte wahrscheinlich bei seinem Vater. Während seiner Wanderjahre wird er nach Isny gekommen sein, wo er seine Frau Anna Necker (geb. am 23. Oktober 1584) kennenlernte und mit ihr am 28. Juli 1606 nach Memmingen zurückkehrte. Zwischen 1607 und 1622 gingen sieben Kinder aus der Ehe hervor, von denen die Söhne Tobias (25. September 1607 – 12. Oktober 1651), David (4. April 1609 – 9. Oktober 1658) und Johann Caspar (31. Juli 1617 – 26. Februar 1654) ebenfalls Maler wurden. Bei der Inspektion der militärischen Ausrüstung der Zünfte in Memmingen im Jahr 1610 sind für Sichelbein ein Harnisch, eine Hellebarde und zwei Seitengewehre nachgewiesen. Sein Memminger Haus lag in der Furtgasse, Hausnummer 6. Im Laufe seines Lebens wurden mehrere vor Gerichten rechtshängige Streitigkeiten aktenkundig.
Es wird vermutet, dass Johann Conrad Sichelbein die Werkstatt seines am 14. Februar 1605 verstorbenen Vaters übernommen hat. Ab 1635 folgte bei Beibehaltung des Memminger Bürgerrechts ein zehnjähriger Aufenthalt in St. Gallen, wo er unter anderem Aufträge für das katholische Fürststift übernahm. Für die Fassung des Gehäuses der Orgel und der Empore im Kloster St. Maria der Engel in Wattwill erhielt Sichelbein 40 Gulden Werklohn. Die einzigen ihm sicher zuschreibbaren Werke Anbetung der Hirten und Heilige Drei Könige wurden dort geschaffen. Sichelbein kehrte nach einigen Schwierigkeiten, die der Memminger Rat seiner Rückkehr entgegensetzte, dorthin zurück, weil nach dem Tod des Fürstabtes in St. Gallen ein großer Schuldenberg offenbar wurde, der zu einem deutlichen Auftragsrückgang bei Sichelbein führte.